# رادییویچی
رادییویچی (به لاتین: Radijevići) یک منطقهٔ مسکونی در بوسنی و هرزگوین است که در Novo Goražde واقع شده‌است.